# Mustelus
Mustelus – rodzaj drapieżnych ryb chrzęstnoszkieletowych z podrodziny Triakinae w obrębie rodziny mustelowatych (Triakidae). W języku polskim określane są nazwą mustele.

## Rozmieszczenie geograficzne
Do rodzaju należą gatunki występujące w wodach oceanów – Spokojnego, Atlantyckiego i Indyjskiego.

## Morfologia
Małe, smukłe rekiny osiągające długość do 200 cm i masę ciała do 30,8 kg.

## Systematyka
Rodzaj zdefiniował w 1790 roku niemiecki ichtiolog H.F. Linck w artykule poświęconym próbie klasyfikacji ryb na podstawie ich uzębienia opublikowanym w czasopiśmie Magazin für das Neueste aus der Physik und Naturgeschichte. Gatunkiem typowym jest (późniejsze oznaczenie) mustel siwy (M. mustelus).

### Etymologia
- Mustelus i Mustellus: łac. mustela ‘łasica’, stosowana przez starożytnych autorów na określenie rekinów[20].
- Galeus: gr. γαλεoς galeos ‘rekin’[21]. Gatunek typowy (oznaczenie monotypowe): Squalus mustelus Linnaeus, 1758.
- Emissola: fr. émissole ‘mustel’[7]. Gatunek typowy (późniejsze oznaczenie): Squalus mustelus Linnaeus, 1758[22].
- Myrmillo (Murmille): etymologia niejasna, autor nie wyjaśnił znaczenia nazwy rodzajowej[10]; być może od łac. murmillo lub myrmillo ‘gladiator w charakterystycznym hełmie o szerokim płaskim rondzie i dużym metalowym grzebieniu na czubie’[23].
- Rhinotriacis: gr. ῥις rhis, ῥινος rhinos ‘nos, pysk’[24]; rodzaj Triakis Müller & Henle, 1838. Gatunek typowy (oznaczenie monotypowe): Rhinotriacis henlei Gill, 1863.
- Pleuracromylon: gr. πλευρα pleura ‘bok’[25]; ακρος akros ‘najwyższy’, od ακη akē ‘punkt’[26]; μυλος mulos ‘młyn, ząb trzonowy’[27]. Gatunek typowy (oznaczenie monotypowe): Mustelus laevis Müller & Henle, 1841 (= Squalus mustelus Linnaeus, 1758).
- Cynias: gr. κυων kuōn, κυνος kunos ‘pies’[28]; nowołac. przyrostek -ias[29]. Gatunek typowy (oznaczenie monotypowe): Mustelus canis – Jordan & Evermann, 1896 (= Squalus canis Mitchill, 1815).
- Allomycter: gr. αλλος allos ‘inny’[30]; μυκτηρ muktēr, μυκτηρος muktēros ‘pysk, nos’, od μυκτεριζω mukterizō ‘kręcić nosem’[31]. Gatunek typowy (oznaczenie monotypowe): Allomycter dissutus Guitart Manday, 1972 (= Squalus canis Mitchill, 1815).

### Podział systematyczny
Do rodzaju należą następujące gatunki:

- Mustelus albipinnis Castro-Aguirre, Antuna-Mendiola, González-Acosta & de la Cruz-Agüero, 2005
- Mustelus andamanensis White, Arunrugstichai & Naylor, 2021
- Mustelus antarcticus Günther, 1870
- Mustelus asterias Cloquet, 1819 – mustel gwiaździsty[32]
- Mustelus californicus Gill, 1864
- Mustelus canis (Mitchill, 1815) – mustel psi[33]
- Mustelus dorsalis Gill, 1864
- Mustelus fasciatus (Garman, 1913)
- Mustelus griseus Pietschmann, 1908
- Mustelus henlei (Gill, 1863)
- Mustelus higmani Springer & Lowe, 1963
- Mustelus lenticulatus Phillipps, 1932
- Mustelus lunulatus Jordan & Gilbert, 1882
- Mustelus manazo Bleeker, 1854
- Mustelus mento Cope, 1877
- Mustelus minicanis Heemstra, 1997
- Mustelus mosis Hemprich & Ehrenberg, 1899
- Mustelus mustelus (Linnaeus, 1758) – mustel siwy[34]
- Mustelus norissi Springer, 1939
- Mustelus palumbes Smith, 1957
- Mustelus punctulatus Risso, 1827 – mustel śródziemnomorski[32]
- Mustelus ravidus White & Last, 2006
- Mustelus schmitti Springer, 1939 – mustel argentyński[16]
- Mustelus sinusmexicanus Heemstra, 1997
- Mustelus stevensi White & Last, 2008
- Mustelus whitneyi Chirichigno F., 1973
- Mustelus widodoi White & Last, 2006